# Ачесон, Арчибальд, 3-й граф Госфорд
Арчибальд Ачесон, 3-й граф Госфорд (англ. Arthur Acheson, 3st Earl of Gosford ; 20 августа 1806 — 15 июня 1864) — британский пэр и член парламента. Он носил титул учтивости — виконт Ачесон с 1807 по 1849 год.

## Происхождение и образование

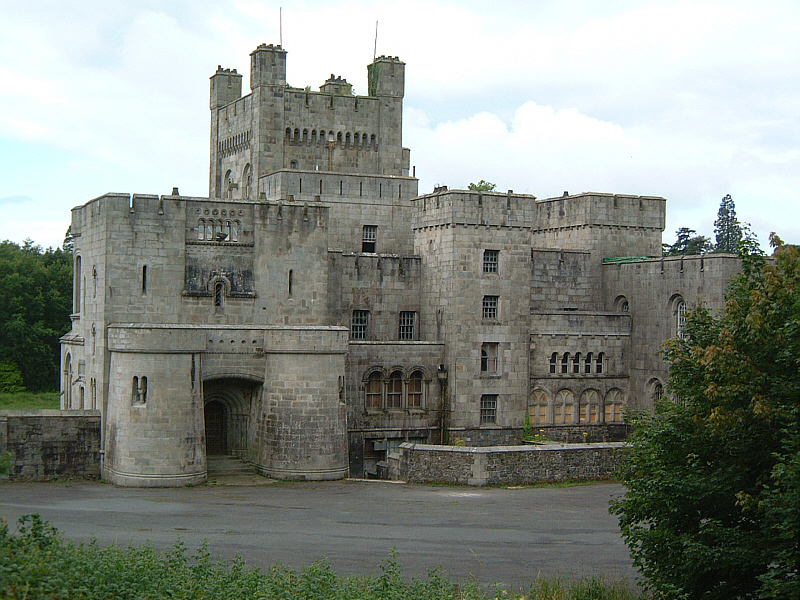
Замок Госфорд, графство Арма

Родился 20 августа 1806 года. Единственный сын Арчибальда Ачесона, 2-го графа Госфорда (1776—1849), и Мэри Спарроу (1777—1841).
Его бабушкой и дедушкой по отцовской линии были Артур Ачесон, 1-й граф Госфорд (1745—1807), и Миллисент (урожденная Поул), дочь генерал-лейтенанта Эдварда Поула. Его мать была единственной дочерью Роберта Спарроу из Уорлингем-холла и Мэри (урожденной Бернард) Спарроу.
Он получил образование в школе Харроу и колледж Крайст-Черч в Оксфорде, получив степень бакалавра в 1828 году.

## Карьера
Виконт Ачесон заседал в Палате общин Великобритании от графства Арма в 1830—1847 годах.
18 сентября 1847 года для него был создан титул 1-го барона Ачесона из Кланкэрни, графство Арма, в системе Пэрства Соединённого королевства.
Лорд спальни с 1831 по 1834 год.
27 марта 1849 года после смерти своего отца Арчибальд Ачесон унаследовал титулы 3-го графа Госфорда, 4-го виконта Госфорда из Маркет-Хилла (графство Арма), 2-го барона Уорлингема из Бекклса (графство Саффолк), 4-го барона Госфорда из Маркет-Хилла (графство Арма) и 9-го баронета Ачесона из Маркет-Хилла (графство Арма). Среди унаследованных им от отца поместий был Уорлингем-Холл площадью 2800 акров (4,4 квадратных миль), которое он продал на аукционе в августе 1849 года.
В 1855 году он был награжден Орденом Святого Патрика.
Лорд-лейтенанта и хранитель рукописей графства Арма с февраля 1864 года до своей смерти позже в том же году.

## Личная жизнь
22 июня 1832 года лорд Госфорд женился на леди Феодосии Брабазон (ок. 1811 — 13 февраля 1876), дочери Джона Брабазона, 10-го графа Мита (1772—1851), и леди Мелозины Аделаиды Мид, четвертой дочери Джона Мида, 1-го графа Кланвильяма. У супругов было семеро детей:
- Леди Гертруда Эмили Ачесон (? — 17 декабря 1927), в 1856 году вышедшая замуж за Фрэнсиса Фулджема, сводного брата Сесила Фулджема, 1-го графа Ливерпуля, старшего сына и наследника Джорджа Сэвила Фулджема и Гарриет Эмили Мэри Милнер (дочери сэра Уильяма Милнера, 4-го баронета)[3]
- Леди Мэри Ачесон (1835 — 30 января 1892), в 1862 году вышедшая замуж за достопочтенного Леопольда Уильяма Генри Фокс-Поуиса, второго сына Томаса Поуиса, 3-го барона Лилфорда, и достопочтенной Мэри Элизабет Фокс (сестра и наследница Генри Фокса, 4-го барона Холланда и единственная дочь Генри Фокса, 3-го барона Холланда)[3].
- Рутанн Ачесон[3]
- Леди Эдит Ачесон (1837—1906)[3][7]
- Арчибальд Брабазон Спарроу Ачесон, 4-й граф Госфорд (19 августа 1841 — 11 апреля 1922), в 1876 году женившийся на леди Луизе Монтегю, второй дочери Уильяма Монтегю, 7-го герцога Манчестера, и графини Луизы фон Альтен. Его жена была фрейлиной королевы Александры[3].
- Генерал-майор Достопочтенный Эдвард Арчибальд Брабазон Ачесон[англ.] (22 мая 1844 — 3 июля 1921), который в 1869 году женился на Клементине Ле Маршан, дочери генерала сэра Джона Гаспара Ле Маршана[3].
- Леди Кэтрин Френч Ачесон (1847 — 5 марта 1898), в 1868 году вышедшая замуж за капитана Фредерика Уильяма Данкомба, третьего сына достопочтенного адмирала Артура Данкомба (четвертый сын Чарльза Данкомба, 1-го барона Февершема)[3].

Лорд Госфорд скончался 15 июня 1864 года, и ему наследовал его сын Арчибальд.